# Dänische Badmintonmeisterschaft 1988
Die Dänische Badmintonmeisterschaft 1988 fand in Skagen statt. Es war die 58. Austragung der nationalen Titelkämpfe im Badminton in Dänemark.

## Titelträger
| Disziplin    | Sieger                                                            |
| ------------ | ----------------------------------------------------------------- |
| Herreneinzel | Michael Kjeldsen, Triton Aalborg                                  |
| Dameneinzel  | Kirsten Larsen, Køge BK                                           |
| Herrendoppel | Michael Kjeldsen, Triton Aalborg Jens Peter Nierhoff, Hvidovre BC |
| Damendoppel  | Dorte Kjær, Greve Strands BK Nettie Nielsen, Hvidovre BC          |
| Mixed        | Mark Christiansen Marian Christiansen, Triton Aalborg             |